# Zilath
Zilath (derivato dall'etrusco zil « governare », come zilc, nome della magistratura corrispondente) designa, tra gli Etruschi, un magistrato eletto per un anno. Il termine appare nelle iscrizioni etrusche del VI secolo a.C.. Lo zilath più importante era senza dubbio il rasnal zilath meχl.
La maggior parte delle prove proviene dal territorio di Tarquinia, altre provengono da Vulci, Volsinii, Volterra e Chiusi. Lo zilath sembra (in una certa misura con altri funzionari, descritti anche come zilath, ma incaricati di altri compiti) essere stato all'apice dell'amministrazione cittadina, che si è evoluta dopo la dissoluzione del regno e il declino del potere aristocratico in Etruria. A volte lo zilath appare connesso al meχl rasnal; siccome gli Etruschi si descrivevano come Rasenna / Rasna, si può pensare ad un'identificazione con il praetor Etruriae o con il praetor populorum Etruriae (meχl = "persone").
Si è a lungo creduto che il  rasnal zilath meχl fosse il capo della dodecapoli etrusca, eletto dall'assemblea di Volsinii. Oggi, tuttavia, la maggior parte degli etruscologi concorda sul fatto che questo titolo etrusco si riferisse non al capo della lega etrusca, ma al magistrato supremo delle città etrusche. Era in qualche modo l'equivalente del console romano.